# NFL Europa
NFL Europa var NFL:s europeiska variant som grundades 1991 som World League of American Football (WLAF), med en blandning av nordamerikanska och europeiska lag. Ligan hade ett uppehåll 1993-1994, och man kortade ner namnet vid nystarten 1995 till World League, men nu hade ligan endast lag från Europa. Namnet ändrades igen 1997 till NFL Europe och 2006 till NFL Europa. Ligan hade de sista säsongerna en tysk prägel, då de flesta lag kom från Tyskland.
29 juni 2007, meddelades att ligan läggs ner, och att NFL istället skall satsa på att spela några grundseriematcher utanför USA.
Segrarna i WLAF/WL/NFLE vann World Bowl. Under ligans femtonåriga historia var Frankfurt Galaxy bäst med fyra segrar, följd av Berlin Thunder med tre vinster. Rhein Fire vann ligan två gånger. En seger vardera fick London Monarchs, Sacramento Surge, Barcelona Dragons, Scottish Claymores, Amsterdam Admirals samt Hamburg Sea Devils som vann senaste World Bowl 2007.
Ett antal svenska spelare deltog i ligan under årens lopp. 

## NFLE lag (1991-2007)

### Lagen sista säsongen
| Lag                              | Grundat |
| -------------------------------- | ------- |
| Nederländerna Amsterdam Admirals | 1995    |
| Tyskland Berlin Thunder          | 1999    |
| Tyskland Cologne Centurions      | 2004    |
| Tyskland Frankfurt Galaxy        | 1991    |
| Tyskland Hamburg Sea Devils      | 2005    |
| Tyskland Rhein Fire              | 1995    |

### Före detta europeiska lag
| Lag                                    | Spelade   |
| -------------------------------------- | --------- |
| Storbritannien London/England Monarchs | 1991-1998 |
| Spanien (F.C.) Barcelona Dragons       | 1991-2003 |
| Storbritannien Scottish Claymores      | 1995-2004 |

### Före detta nordamerikanska lag
| Lag                             | Spelade   |
| ------------------------------- | --------- |
| USA Birmingham Fire             | 1991-1992 |
| Kanada Machine de Montréal      | 1991-1992 |
| USA New York/New Jersey Knights | 1991-1992 |
| USA Ohio Glory                  | 1992      |
| USA Orlando Thunder             | 1991-1992 |
| USA Raleigh-Durham Skyhawks     | 1991      |
| USA Sacramento Surge            | 1991-1992 |
| USA San Antonio Riders          | 1991-1992 |

### Några svenska spelare i ligan
- Carl-Johan Björk (Amsterdam 2005-2007)
- Stefan Björkman (San Antonio 1991)
- Ola Kimrin (Franfurt 2001,2002, Cologne 2003, Rhein 2006)
- Cristian Malm (Hamburg 2005,2006, Cologne 2007)
- Björn Nittmo (Montréal 1991,1992)
- Jens Pettersson (Scottish 2003,2004)
- Michael Jonsson (Amsterdam 2002,2003, Scottish 2004, Rhein 2004)